# Alstonie
Alstonie (Alstonia) je rod rostlin z čeledi toješťovité. Jsou to stromy a keře s přeslenitými jednoduchými listy a drobnými nálevkovitými květy. Plody jsou dlouhé, úzké měchýřky. Rod zahrnuje asi 60 druhů a je rozšířen v tropech téměř celého světa. Alstonie obsahují různé účinné indolové alkaloidy a mají význam v medicíně. Některé druhy jsou těženy pro dřevo.

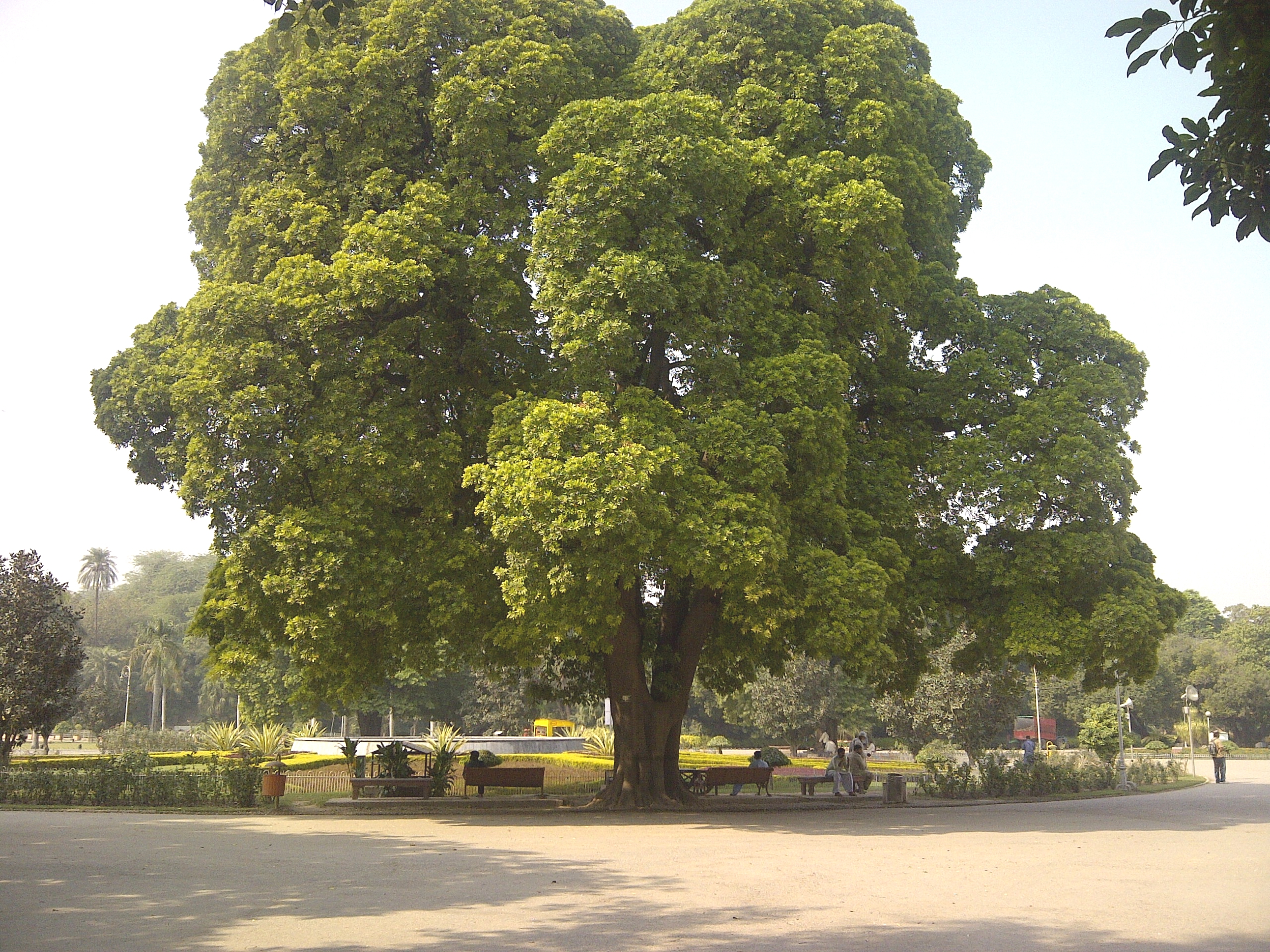
Vzrostlý strom Alstonia scholaris

## Popis
Zástupci rodu alstonie jsou stromy nebo keře ronící bílý latex. Větve vyrůstají přeslenitě v patrech. Listy jsou v přeslenech po 3 až 6 nebo výjimečně vstřícné, bez palistů. Žilnatina je zpeřená, s četnými (více než 25 párů) postranními žilkami končícími v okrajové žilce. Květy jsou drobné, zpravidla v bohatých vrcholících, uspořádaných ve vrcholových thyrsech nebo složených okolících. Květy jsou bílé, žluté nebo růžové. Kalich je téměř až k bázi dělený v 5 laloků. Koruna je nálevkovitá, s úzce válcovitou korunní trubkou a laloky překrývajícími se směrem doleva nebo doprava. Korunní trubka je uvnitř chlupatá. Tyčinky jsou přirostlé asi v polovině korunní trubky nebo nad ní, mají krátké nitky a nevyčnívají. Nektáriový terč chybí nebo je slabě vyvinut. Gyneceum se skládá ze 2 volných nebo srostlých plodolistů obsahujících mnoho vajíček. Plodem je souplodí volných nebo srostlých měchýřků. Semena jsou podlouhlá až čárkovitá, na obou koncích opatřená dlouhými chlupy.

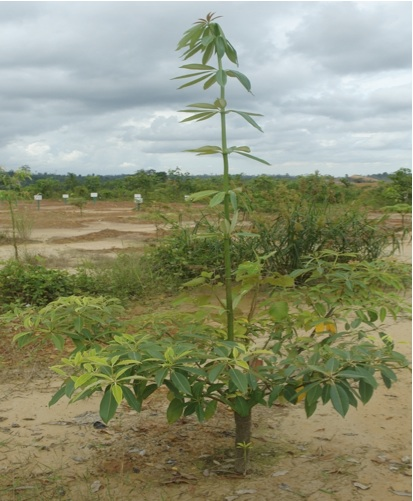
Patrovité větvení mladého stromku alstonie
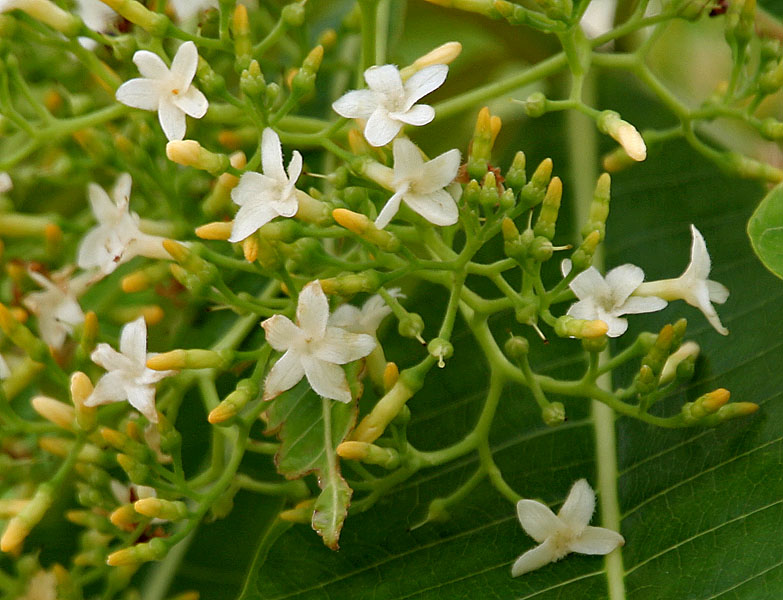
Květy Alstonia macrophylla
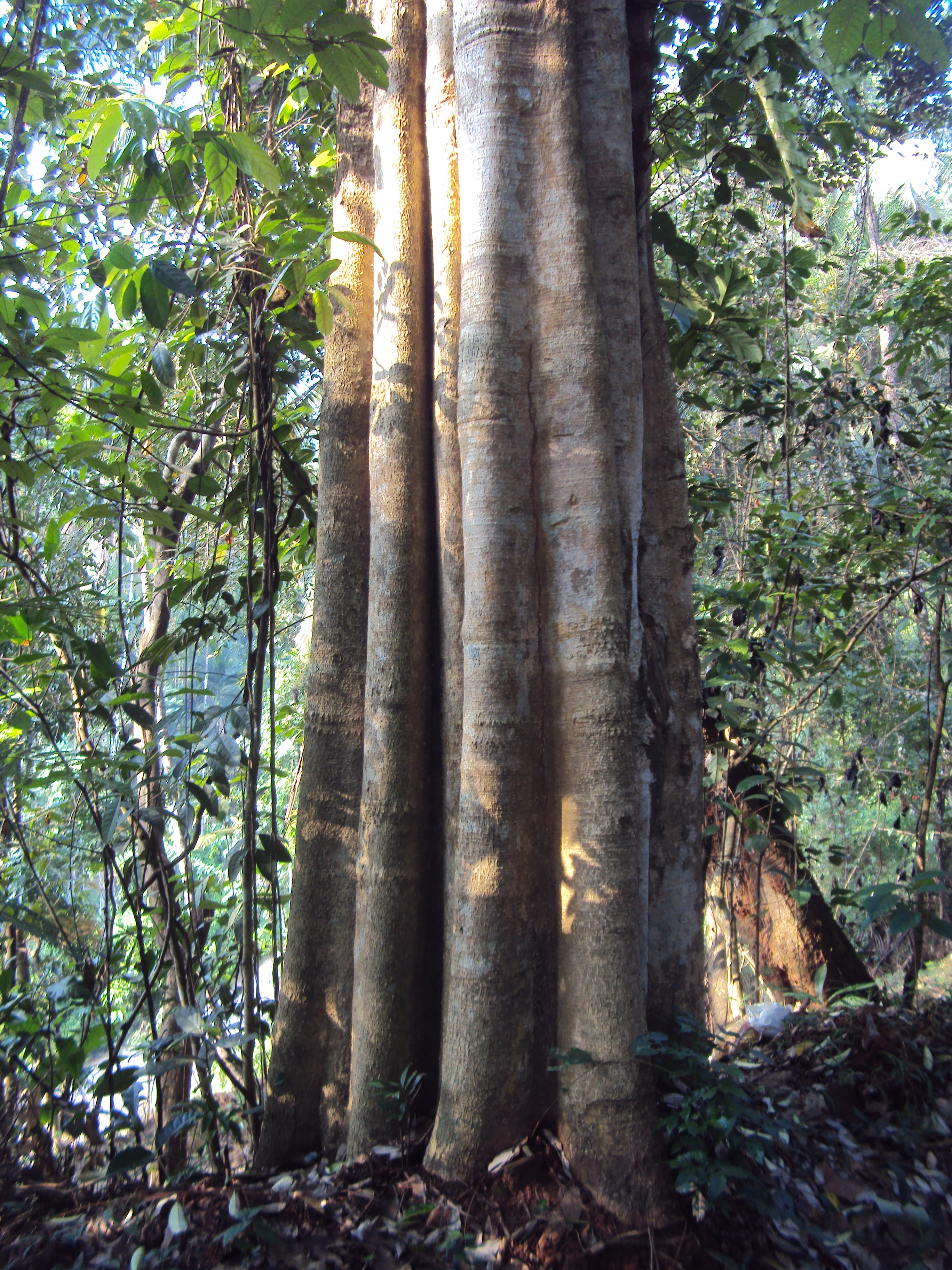
Kmen Alstonia scholaris
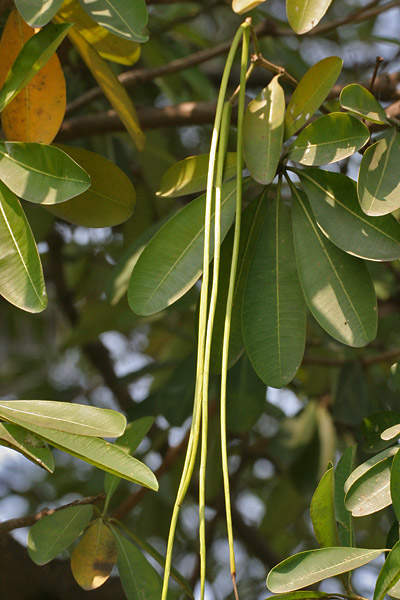
Plody Alstonia scholaris

## Rozšíření
Rod zahrnuje asi 60 druhů. Je rozšířen v tropech téměř celého světa: v tropické Asii, Africe, Madagaskaru, Střední Americe, severní Austrálii a na Tichomořských ostrovech. Poměrně dost druhů jdou endemity Nové Kaledonie.

## Ekologické interakce
Na keřovitém druhu Alstonia actinophylla v severní Austrálii roste poloparazitická rostlina Decaisnina signata z čeledi ochmetovité, která je živnou rostlinou housenek modráska Candalides gilberti.

## Taxonomie
Rod Alstonia je v rámci čeledi Apocynaceae řazen do podčeledi Rauvolfioideae a tribu Alstonieae. Nejblíže příbuzným rodem je Dyera.

## Obsahové látky
Kůra alstonií obsahuje účinné indolové alkaloidy. Alstonia scholaris z Asie a Austrálie obsahuje echitamin, australský druh A. constricta reserpin. Oba alkaloidy mají hypotenzivní působení, snižují krevní tlak. Kůra Alstonia venenata z Indie obsahuje řadu indolových alkaloidů, zejména alstovenin, venenatin, 3-dehydroalstovenin, reserpin, venoxidin a kopsinin. Alstovenin působí jako inhibitor monoaminooxydázy.

## Zajímavosti
Druh Alstonia spatulata, pocházející z tropické Asie, má lehčí dřevo než známá balsa. Jeho hustota je jen 47–77 kg/m3 (u balsy 70–260 kg/m3).

## Význam
Druh Alstonia congensis z tropické Afriky je těžen pro dřevo. Je dobře opracovatelné, poměrně světlé, se stejnoměrnou strukturou. Je obchodováno pod názvem emien a využíváno např. v dýhárenství. 
Další africký druh Alstonia boonei pokládají Ašantové z Ghany za posvátný strom, z jeho dřeva tradičně zhotovují trůny svých vládců.
V tropické Asii od Indie po Filipíny je pěstován druh Alstonia scholaris jako zdroj lehkého dřeva. V Číně se ze dřeva Alstonia scholaris vyrábějí rakve, dřevo A. rostrata slouží v truhlářství k výrobě nábytku. Semena A. yunnanensis obsahují až 18% technického oleje.
Užívání kůry Alstonia scholaris je v tradiční indické medicíně doporučováno k čištění krve a při fosfaturii. Na Filipínách je používána při průjmech, cukrovce, horečce a jako odčervovadlo. V Číně jsou kůra a listy používány při bolestech hlavy, chřipce, bronchitidě a pneumonii, kořeny a listy A. mairei slouží k zastavení krvácení, kořeny A. yunnanensis při hypertenzi, listy a kůra A. rostrata při akutní bronchitidě, listy a kořeny A. neriifolia při léčení boláků.